# Fawzia Egyptská
Fawzia Fuad Egyptská (5. listopadu 1921, Alexandrie – 2. července 2013, Alexandrie), známá také jako Muluk Fawzia Íránská, byla egyptská princezna, po sňatku s šáhem Muhammadem Rézou Pahlavím se stala íránskou císařovnou.
Princezna Fawzia byla dcerou egyptského krále Fuada I. a pocházela z dynastie Muhammada Alího. Byla známá také jako Fawzia Širín, podle jména jejího druhého manžela, Ismaila Širína, který byl egyptským diplomatem čerkeského původu. Po egyptské revoluci v roce 1952 již její tituly nebyly uznávány egyptským parlamentem. Do své smrti v roce 2013 byla nejstarší členkou dynastie Muhammada Alího žijící v Egyptě. Její synovec Fuad II., který byl prohlášen za krále Egypta a Súdánu, zůstal po revoluci ve Švýcarsku.

## Život

### Mládí a výchova
Princezna Fawzia, celým rodným jménem Její sultánské veličenstvo princezna Fawzia bint Fuad, se narodila v paláci Ras el-Tin v Alexandrii. Byla nejstarší dcerou sultána Fuada Egyptského a Súdánského (později se stal králem) a jeho druhé manželky Nazli Sabri. Princezna měla albánské, turecké, francouzské a čerkeské kořeny. Jeden z jejích prapradědů byl Sulejman Paša, francouzský voják, který sloužil Napoleonovi, ale později konvertoval k Islámu a odešel do egyptské armády.
Kromě sester Faizy, Faiky a Fathiii a bratra Farúka měla ještě dvě nevlastní sestry z otcova předchozího manželství.
Často byla díky své kráse přirovnávána k filmovým hvězdám jako Hedy Lamarr a Vivien Leigh.

### Císařovnou v Íránu

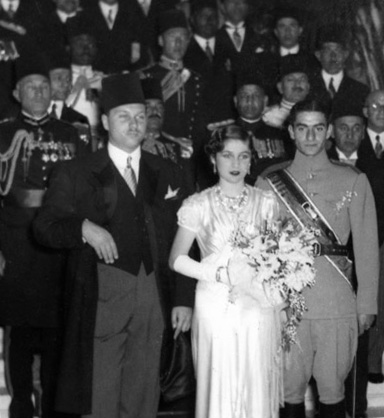
Princezna Fawzia a korunní princ Muhammad při svatebním obřadu v roce 1939

Její svatba s íránským korunním princem Muhammadem Rezou byla plánována již jeho otcem Rezou Šáhem. Podle zpráv CIA z roku 1972 měl být tento sňatek čistě politickým krokem. Byl nejzvláštnější tím, že princezna vyznávala jiný směr Islámu než princ.
Princezna Fawzia a šáh Muhammad se zasnoubili v květnu 1938. Nicméně před svatbou se viděli pouze jednou. Svatba se konala v paláci Abdeen v Káhiře v březnu 1939. Když se Muhammad vracel se svou ženou do Íránu, sňatek se opakoval v paláci Marble v Teheránu, který se stal jejich budoucí rezidencí.
Po sňatku se musela princezna přizpůsobit íránským zvykům a dostala zde i občanství. Dva roky na to se princ Muhammad stal íránským šáhem. Krátce po jeho nástupu na trůn byla Fawzia v září 1942 jmenována časopisem Life „asijskou Venuší" s perfektním srdcovitým obličejem a malýma modrýma očima. Založila v Íránu novou asociaci na ochranu těhotných žen a dětí (APPWC).
S šáhem Muhammadem měla pouze jediné dítě, dceru princeznu Šahnáz Pahlaví (* 27. října 1940).

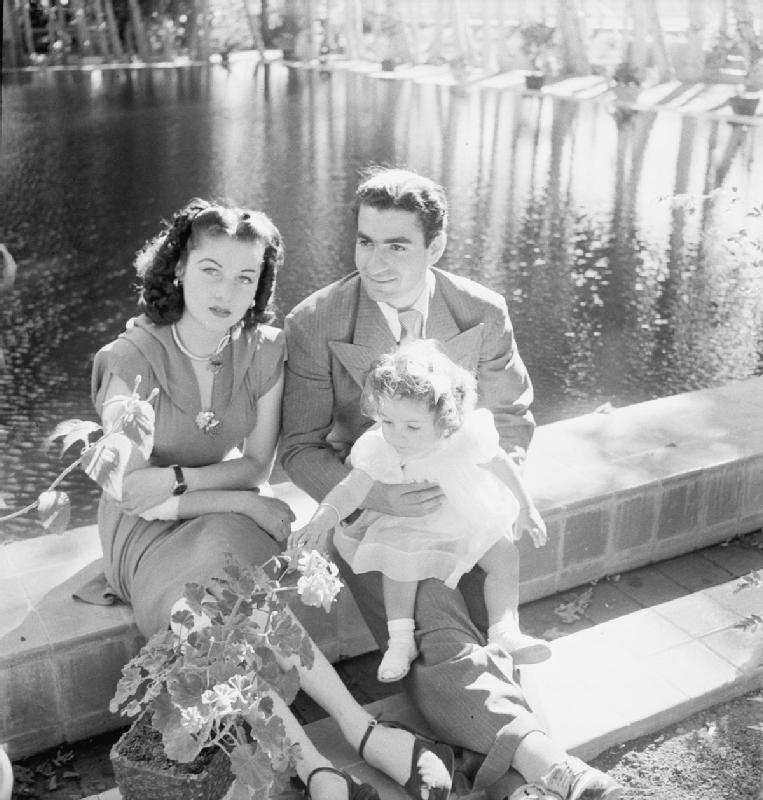
Fawzia a Muhammad s dcerou Šahnáz

Manželství nebylo šťastné. Princezna Fawzia (titul císařovna se v té době v Íránu neužíval) se v květnu 1945 vrátila do Káhiry a poté bylo manželství oficiálně rozvedeno. Za jednu z hlavních příčin rozvodu bylo uvedeno, že princezna trpěla v Íránu malárií a nemohla si zde zvyknout. Také šáhovi nedala syna. Údajně však za rozvodem byla šáhova impotence. V knize od Ashraf Pahlavi, sestry a dvojčete šáha Muhammada, to byla právě princezna, kdo požádal o rozvod.
Rozvod nebyl v Íránu po dlouhá léta uznán za platný, byl jí ale uznán v Egyptě. Írán musel k rozvodu svolit, jelikož Egypt prohlásil rozvod za platný a navíc princezna opustila Írán, což byl vůči šáhovi neodpustitelný prohřešek. V té době se i její bratr, král Farúk, rozváděl se svou první manželkou Faridou.
Jako oficiální důvod k rozvodu bylo uvedeno, že perské klima ohrožovalo císařovnu Fawzii, a proto se musela rozvést a navrátit se do Egypta. Šáh po rozvodu prohlásil, že egyptsko-íránské vztahy nebudou nijak narušeny a nadále budou přátelské. Fawzia se poté vrátila k egyptskému královskému dvoru.

### Pozdější život

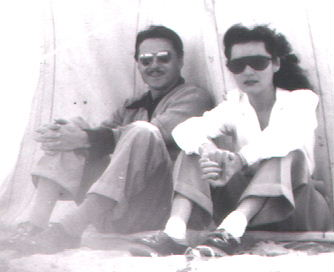
Fawzia se svým druhým manželem, Ismailem Širínem

V březnu 1949 se v paláci Koubba v Káhiře znovu provdala za plukovníka Ismaila Širína (1919–1994), který byl nejstarším synem Husseina Širína Beye a jeho ženy, princezny Aminy Bihruze Khanum Effendi. Absolvoval universitní studia v Cambridge a stal se ministrem války a námořnictva. Společně bydleli na panství, které princezna vlastnila v Káhiře. Občas bydleli v sídle Smouha v Alexandrii.
Měli dvě děti, dceru a syna:
- Nadia Širín (19. prosince 1950 – říjen 2009)
- Hussein Širín (*1955)

Fawzia žila v Egyptě i po revoluci v roce 1952, kdy byl král Farúk II. sesazen z trůnu. O její smrti byla vydána mylná zpráva v roce 2005. Novináři si jí spletli s dcerou krále Farúka, princeznou Fawziou Farúk (1940–2005). Ke konci svého života žila v Alexandrii, kde také 2. července 2013 zemřela ve věku 91 let. Pohřeb se konal hned druhý den v mešitě Sayeda Nafise. Je pohřbena v Káhiře vedle svého druhého manžela.

## Vyznamenání
- Řád ctností – Egyptské království, 16. května 1939[1]
- Řád slunce – Írán, 27. října 1940

| Íránská královna           | Íránská královna                                   | Íránská královna                      |
| -------------------------- | -------------------------------------------------- | ------------------------------------- |
| Předchůdce: Tádž ol-Molouk | 16. září 1941 – 17. listopadu 1948 Fawzia Egyptská | Nástupce: Soraya Esfandiary-Bakhtiary |